# Slaská
Slaská este o comună slovacă, aflată în districtul Žiar nad Hronom din regiunea Banská Bystrica, pe malul râului Slaský potok⁠(d). Localitatea se află la altitudinea de 395 m deasupra n.m., se întinde pe o suprafață de 18,51 km2 și în 2017 număra 468 de locuitori.

## Istoric
Localitatea Slaská este atestată documentar din 1454.

## Demografie
| An:                | 1994 | 2004   | 2014   | 2024    |
| ------------------ | ---- | ------ | ------ | ------- |
| Număr de persoane: | 464  | 460    | 467    | 549     |
| Diferență:         |      | −0,86% | +1,52% | +17,55% |

| An:                | 2023 | 2024   |
| ------------------ | ---- | ------ |
| Număr de persoane: | 550  | 549    |
| Diferență:         |      | −0,18% |